# Croydon (Cambridgeshire)
Pour les articles homonymes, voir Croydon (homonymie).
Croydon est une paroisse civile et un village du Cambridgeshire, en Angleterre.